# Anton Anatoljewitsch Saizew
Anton Anatoljewitsch Saizew (russisch Антон Анатольевич Зайцев, englisch Anton Anatolyevich Zaitcev; * 22. Juli 1987 in Ismajil, Ukrainische SSR, Sowjetunion) ist ein ehemaliger russischer Tennisspieler.

## Karriere
Saizew spielte hauptsächlich auf der ITF Future Tour und der ATP Challenger Tour. Auf der Future-Tour gewann er sechs Einzel- und acht Doppeltitel.
2015 kam er in Moskau beim Kremlin Cup zu seinem einzigen Einsatz auf der ATP World Tour.
Er erhielt zusammen mit Ritschard Musajew eine Wildcard für den Doppelwettbewerb, wo sie in der ersten Runde an Tomasz Bednarek und Fabrice Martin scheiterten. Bis 2016 spielte er noch regelmäßiger, danach nahm er nur noch vereinzelt an Turniere teil, zuletzt 2019.